# Liwia Orestylla
Liwia Orestylla (Orestyna) lub Kornelia Orestylla (Orestyna), łac. Livia Orestilla (Orestina), Cornelia Orestilla (Orestina) – cesarzowa rzymska, druga żona cesarza Kaliguli (37–41).
Była żoną Gajusza Kalpurniusza Pizona, jednak w czasie ceremonii ślubnych spodobała się Kaliguli, który zmusił jej męża do rozwodu i poślubił ją pod koniec 37 lub na początku 38 roku (możliwe, że w tym samym dniu, w którym miał ją poślubić Pizon). W odpowiednim edykcie Kaligula ogłosił, że żeniąc się, wziął przykład z Romulusa i Augusta, którzy obaj odebrali swoje żony innym mężczyznom (Romulus brał udział w porwaniu Sabinek, August odebrał swoją trzecią żonę, Liwię mężowi, Tyberiuszowi Klaudiuszowi Neronowi.
Małżeństwo zostało rozwiązane już kilka dni po zawarciu, ponieważ Kaligula uznał, że Orestylla mu nie odpowiada. Otrzymała jednak całkowity zakaz utrzymywania kontaktu z Pizonem. Ok. 40 roku Orestylla i Pizon zostali skazani na wygnanie z powodu rzekomego naruszenia tego zakazu. Pizon powrócił z wygnania na początku panowania Klaudiusza (najprawdopodobniej krótko po śmierci Kaliguli w 41). Losy Orestylli po 40 roku nie są znane.